# لائورا لاتینی
لائورا لاتینی (ایتالیایی: Laura Latini؛ ‏ ۳ نوامبر ۱۹۶۹ – ۱۹ اوت ۲۰۱۲) صداپیشه اهل ایتالیا بود. وی بین سال‌های ۱۹۹۰ تا ۲۰۱۲ میلادی فعالیت می‌کرد.
وی دوبلور کاترین هایگل، تورا برچ، کایلر لی، رجینا هال، جنیفر لاو هیوت، شارلوت گنسبور و هیلاری سوانک بود.
او در سن ۴۲ سالگی بر اثر ابتلا به سرطان در رم درگذشت.